# Xã Luce, Quận Spencer, Indiana
Xã Luce (tiếng Anh: Luce Township) là một xã thuộc quận Spencer, tiểu bang Indiana, Hoa Kỳ. Năm 2010, dân số của xã này là 2.572 người.